# Johan-Gottfried Wilhelm Palschau
Johan-Gottfried Wilhelm Palschau – eller Gotfred Vilhelm Palschau (1741 – ca. 1815) var en dansk pianist og komponist.
Han var søn af violinisten Peter Jacob Palschau (ca. 1708-1793), der kom til København omkring 1747 sandsynligvis fra Holsten. Det er muligt, at familienavnet stammer fra landsbyen Palschau/Palczewo ved Wisla-floden lidt syd for Gdansk i Polen, et område, der i 1700-tallet var tysk. Fra 1761 var Peter Jacob Palschau violinist i Det Kongelige Kapel og opdrog som enkemand 5 børn, der alle var musikalsk begavede. To af hans døtre medvirkede som sangsolister i Johann Adolph Scheibes sørgemusik ved Frederik V's begravelse i 1766.
Johan-Gottfried blev allerede som barn en anerkendt og efterspurgt cembalospiller, og rejste rundt i Nordeuropa i denne egenskab. I 1754 var han i London, i 1756 i Hamborg, i 1757 i Lübeck og på denne tid udgav han to cembalokoncerter i Nürnberg, hvor han måske også har spillet. I 1768 var han tilbage i København, men i 1771 opholdt han sig i Riga. Fra 1777 boede han tilsyneladende permanent i Sankt Petersborg og gav der eller i Moskva komcerter med med sig selv i hoverollen eller som akkompagnatør for andre. Den seneste registrerede optræden fandt sted i Skt. Petersborg i 1800 hvor han på pianoforte akkompagnerede den tyske sanger H. Chr. Wunder.
Hans overleverede kompositioner er fåtallige. Der kendes nogle cembalosonater, trykt 1761, 2 cembalokoncerter trykt 1771, men måske skrevet tidligere, en Aria Francois avec Variations for cembalo og flere sæt variationer over russiske folkemelodier.